# Molophilus pita
Molophilus pita là một loài ruồi trong họ Limoniidae. Chúng phân bố ở miền Australasia.